# Harwich and North Essex
Pour les articles homonymes, voir HNE (homonymie).
Circonscription parlementaire de la Chambre des communes
La circonscription de Harwich and North Essex (HNE) est une circonscription située dans l'Essex, et représentée à la Chambre des communes du Parlement britannique depuis 2010 par Bernard Jenkin du Parti conservateur.

## Géographie
La circonscription comprend :
- Les villes de Harwich, Wivenhoe, Brightlingsea et West Mersea

## Députés
Les Members of Parliament (MPs) de la circonscription sont :
| Législature                                             | Années       | Député | Député         | Parti        |
| ------------------------------------------------------- | ------------ | ------ | -------------- | ------------ |
| Harwich and North Essex issue de North Essex et Harwich |              |        |                |              |
| 55e                                                     | 2010–2015    |        | Bernard Jenkin | Conservateur |
| 56e                                                     | 2015–2017    |        | Bernard Jenkin | Conservateur |
| 57e                                                     | 2017–2019    |        | Bernard Jenkin | Conservateur |
| 58e                                                     | 2019–Présent |        | Bernard Jenkin | Conservateur |

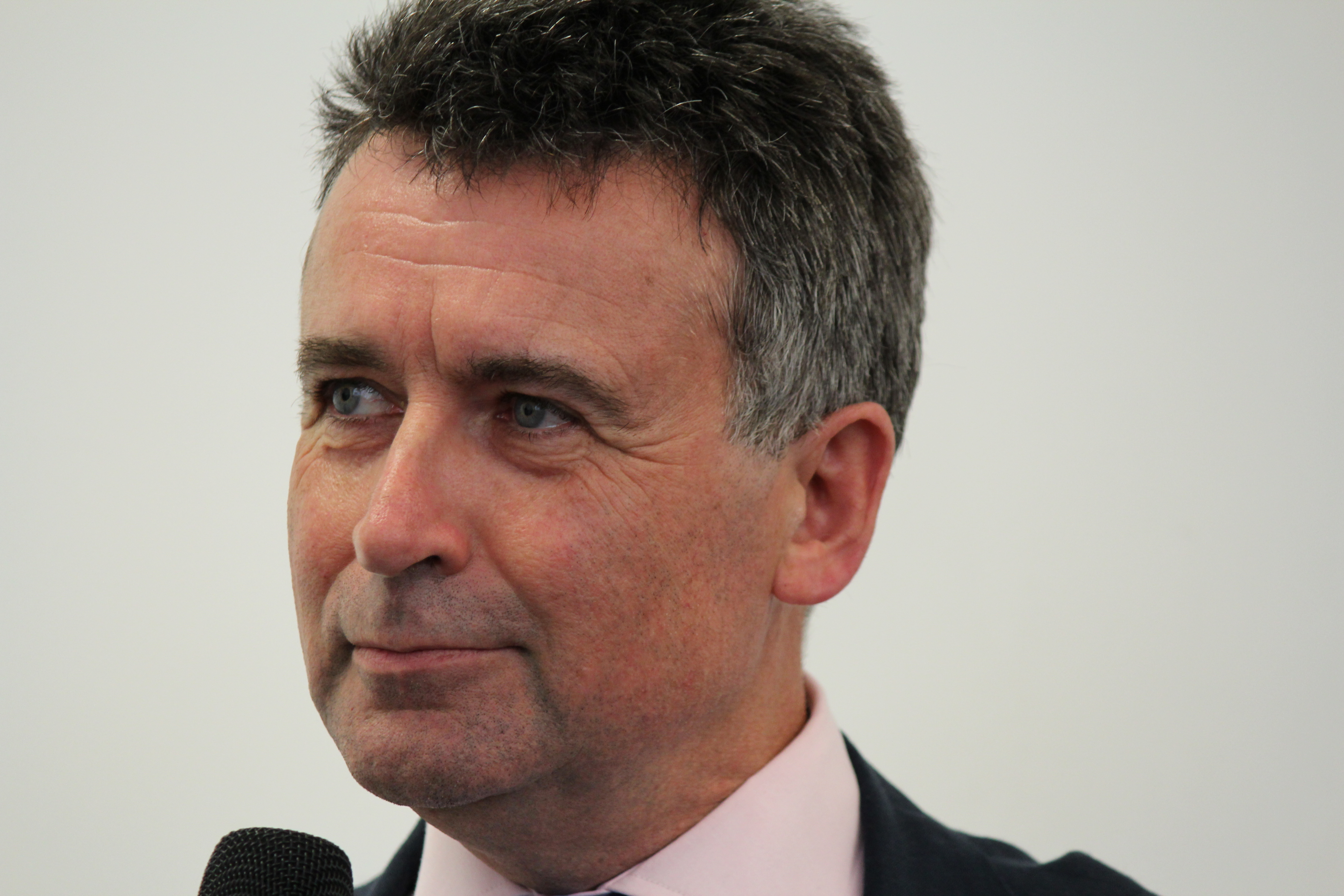
Bernard Jenkin (2010-Présent)